# Mark Regev
Mark Regev (en hebreo: מארק רגב; nacido en 1960 en Melbourne como Mark Freiberg) es un judío australiano quién emigró a Israel. Es el portavoz del Ministerio de Asuntos Exteriores de Israel. Antes de ocupar su actual cargo, sirvió como Subdirector del Consulado General de Hong Kong, portavoz en la Embajada en Pekín y en la División de Jordania en el Ministerio de Asuntos Exteriores en Jerusalén, y como profesor de Relaciones Internacionales y Estrategia en la Universidad del Personal de las Fuerzas de Defensa Israelíes.
Nacido en Australia como Mark Freiberg, al llegar a Israel hebraizó su apellido a Regev. Recibió su licenciatura en Ciencias Políticas e Historia en la Universidad de Melbourne, y el Máster en Ciencias Políticas en la Universidad Hebrea de Jerusalén, también como a Master en Ciencias de Gerenciamiento de la Universidad de Boston.